# Ū
Ū, ū (U с макроном) — буква расширенной латиницы, используемая в латышском, литовском, жемайтском языках, а также в некоторых полинезийских языках; входит в проект казахского алфавита на латинской основе. Используется для транслитерации в латиницу с арабского, китайского, японского писем.
В латышском и литовском языках буква «Ū» называется у долгое (лит. u ilgoji, латыш. garais u) и обозначает долгий звук «у». В современном литовском алфавите эта буква является 29-й по счёту, в латышском — 30-й. 
В новом алфавите казахского языка является 27-й и обозначает звук [ʊ].
В пиньине Ū обозначает U с высоким тоном.